# Asterinides pilosa
Asterinides pilosa is een zeester uit de familie Asterinidae.
De wetenschappelijke naam van de soort werd in 1881 gepubliceerd door Edmond Perrier.